# 마르코의 복음서

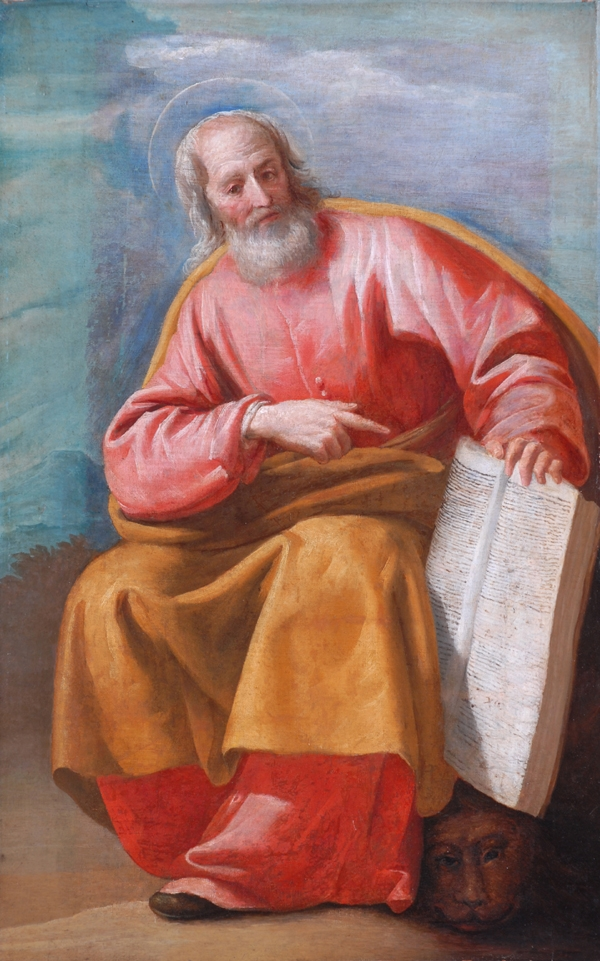

마르코의 복음서(공동번역 개정판),  마르코 복음서(로마 가톨릭), 마가복음(개신교)은 기독교 신약성경의 하나로 예수의 행적과 가르침을 담은 복음서이다. 마태오의 복음서, 루가의 복음서와 함께 공관복음서 중 한 권이다. 여기서 예수는 스스로 인자라 칭한다.
대부분의 학자들은 이 책의 집필 연도를 서기 70년에 제2성전이 파괴되기 직전 또는 직후, 즉 서기 66-74년으로 추정한다. 전통적으로는 사도 베드로의 동반자인 복음사가 마르코를 저자로 보나 현대에는 반박되는 추세이다. 과거에는 다른 마태오의 복음서를 가장 중요히 여기고 본서를 가장 열등히 여겼는데, 이는 다른 복음서들을 짜집기하고 요약한 것으로 이해했기 때문이었다.
19세기부터는 모든 복음서 중 가장 이른 시기에 쓰여져 마태오와 루가의 출전으로써의 지위를 획득했다. 오늘날에도 대다수의 학자들이 이러한 견해를 따른다.

## 명칭
- 고대 그리스어: Κατά Μάρκον Ευαγγέλιον
- 라틴어: Evangelium secundum Marcum
- 영어: Gospel According to Mark
- 공동번역: 마르코의 복음서(福音書)
- 가톨릭: 마르코 복음서(福音書)[3]
- 개역성경: 마가복음(馬可福音)

## 내용
마르코의 복음서는 세례 요한의 이야기로부터 시작되는 예수의 생애와 말씀을 담고 있다. 대부분의 내용은 그의 마지막 주의 활동(11장에서부터 16장까지), 즉 예루살렘 여행에 집중되어 있다.
마르코의 복음서는 다음과 같은 내용으로 이루어져 있고, 베드로의 고백을 기준으로 크게 둘로 나눌 수 있다.
| - 세례자 요한 (1:1–8, 6:14–29) - 예수가 세례를 받으심 (1:9–11) - 예수의 시험 (1:12–13) - 복음 (1:14–15) - 시몬, 안드레아, 야고보, 요한을 부르심 (1:16–20) - 가버나움 (1:21–34) - 갈릴리 설교 (1:35–39) - 귀신들린 자를 고침 (1:40–2:12) - 세금 징수원을 제자로 삼음 (2:13–17) - 금식에 대한 질문 (2:18–22) - 안식일 관찰 (2:23–3:6) - 갈릴리에 몰려든 많은 사람들 (3:7–12) - 열두 제자 (3:13–19,6:7-13) - 바알제붑(바알세붑) 논쟁 (3:20–35) - 영원한 죄 (3:28-29) - 씨 뿌리는 자의 비유 (4:1–9,13-20) - 교훈의 목적 (4:10-12,33-34) - 소금과 빛 (4:21–23,9:50) - 판단에 대하여 (4:24-25) - 씨앗의 비유 (4:26–29) - 겨자씨 비유 (4:30–32) - 바람과 파도를 멈춤 (4:35–41) - 레기온(군대) 귀신 (5:1–20) - 시나고그 지도자의 딸 (5:21–43) - 고향에서 배척받음 (6:1–6) - 군중을 먹이시다 (6:30–44) - 물 위를 걸음 (6:45–52) - 옷자락을 만지고 나은 여인 (6:53–56) - 나병 환자를 고치심 (7:1–23) - 개에게 주는 먹이 (7:24–30) - 농인을 고침 (7:31–37) - 4천 명을 먹이심 (8:1–9) - 이적은 없을 것이다. (8:10–12) - 바리사이파의 누룩 즉, 악한 가르침을 조심하라 (8:13-21) | - 침을 발라 눈먼 자를 고치다 (8:22-26) - 베드로의 고백(8:27–30) - 사람의 아들(인자) (8:31-33, 9:30-32, 10:33-34) - 따르고자 하는 자는 십자가를 져야 한다 (8:34-37) - 사람의 아들의 다시 오심 (8:38-9:1) - 예수의 변화 (9:2–13) - 제자들의 귀신 쫓음 실패 (9:14-29) - 나중된 자가 처음 된다 (9:33-37) - 우리를 반대하지 않는 사람은 우리를 지지하는 사람이다 (9:38–42) - 네 손이 죄를 짓거든 (9:43-49) - 유대에 들어가심 (10:1) - 이혼에 대한 가르침 (10:2–12) - 어린이들을 축복하심 (10:13-16) - 부자의 구원 (10:17–31) - 예루살렘으로 가는 길 (10:32) - 야고보와 요한의 부탁 (10:35–45) - 눈먼 바르티매우스(바디매오)를 고침 (10:46–52) - 예루살렘으로 들어가심, 종려나무 (11:1–11) - 무화과를 꾸짖으심 (11:12–14,20-24) - 성전 청소 (11:15–19,27-33) - 용서에 대한 기도 (11:25-26) - 포도원 비유 (12:1–12) - 카이사르의 것은 카이사르에게 (12:13–17) - 죽은자를 살리심 (12:18-27) - 가장 큰 계명 (12:28–34) - 메시아가 다윗의 자손인가? (12:35-37) - 필사관(서기관)들을 꾸짖으심 (12:38-40) - 형사취수 논쟁 (12:41-44) - 다가올 것에 대한 예언 (13) - 예수를 죽이려는 가룟 유다의 음모 (14:1-2,10-11) - 예수에게 기름 부은 여자 (14:3–9) - 최후의 만찬 (14:12–26) - 베드로의 부인 (14:27-31,66-72) - 예수의 체포 (14:32–52) - 대제사장에게 끌려감 (14:53–65) - 필라투스(빌라도)에게 끌려감 (15:1–15) - 십자가에 매달리심 (15:16–41) - 아리마대아 사람 요셉 (15:42–47) - 빈 무덤 (16:1–8) - 긴 끝맺음과 제자들에게 나타나심 - 세 계명 (16:14–18) - 하늘로 올라가심 (16:19) |

이 복음서의 기록자는 예수를 그리스도, 사람의 아들, 하나님의 아들이라고 부른다.

## 저자
2세기 초의 파피아스와 같은 이들에 의하면 사도행전에 나와있는 베드로의 제자였던 요한 마르코가 썼다고 전해지지만, 정확한 저자는 알 수 없다. 파피아스의 글은 남아있지 않고, 케사리아(가이사랴)의 에우세비우스(유세비우스)에 인용되어 있다. 이레니우스, 오리겐, 테르툴리아누스(터툴리안) 등은 이를 지지한다.
그러나, 마르코라는 이름은 당시에 흔했기 때문에 꼭 요한 마르코가 아닐 수도 있다. 무엇보다도 요한 마르코는 예루살렘 출신으로 추정되나 예루살렘 지리를 잘못 언급한 부분(5:1, 7:31, 10:1)들이 있는 것으로 보아, 알려지지 않은 익명의 다른 사람이라고 할 수 있다. 기록 시기를 70년이후로 잡게 되면 요한 마르코가 기술했을 가능성이 적어진다. 유세비우스 교회사에서 알 수 있는 것이 지금 자료보다 사실적으로 가까울 수 있다.

## 서술시기
예루살렘의 멸망을 언급하는 부분이 나오는 것으로 보아, 서기 70년 이후에 쓰인 것으로 추정된다. 하지만 마태오의 복음서나 루가의 복음서보다는 먼저 쓰였다는 학자들이 많다. 또한 성서학자들은 마르코의 복음서를 Q문서(예수 어록, 50-60년경에 등장)와 함께 마태오의 복음서의 집필자료로 사용되었을 것으로 보고 있는데, 마태오는 마르코의 복음서를 그대로 베껴 쓰지 않고, 자신의 신학적인 관점에 따라 내용을 축소하거나 삭제하였다. 그 증거로 마르코의 복음서에는 예수께서 베드로의 신앙고백을 들었을 때, "내가 그리스도라는 사실을 아무에게도 말해서는 안 된다."고 주의를 주셨다고만 간단히 나와 있으나, 마태오의 복음서에서는 예수께서 베드로의 신앙고백을 들으셨을 때, "너는 베드로이다. 네 위에 교회를 세우겠다."라면서 칭찬하셨다는 내용이 추가되어 있다.

## 후대의 편집가능성

### 마르코의 비밀 복음서
알렉산드리아의 클레멘스에게 보내는 것으로 되어 있는 마르 사바 편지(Mar Saba letter)가 필사되었으며, 1973년 출판되었다. 이를 마르코의 비밀 복음서라고 부른다. 이는 두 단락으로 되어 있으며, 예수가 살려낸 사람에 대한 이야기를 담고 있다. 많은 클레멘스를 연구하는 학자들은 이를 진본이라고 여기고 있으나, 일부는 최근 만들어진 가짜라고 보기도 한다.

## 다른 복음서와의 차이점
- 4대 복음서 가운데 길이가 가장 짧다. 또한 4대 복음서 가운데 가장 먼저 편찬된 것으로 보인다. 하지만 A.D. 90년경에 쓰인 가장 늦게 쓰인 복음서라고 해석하는 학자도 있다.
- 마태오의 복음서, 루가의 복음서와는 달리 예수의 탄생 이야기가 없다. 예수는 하나님의 아들이라는 신앙고백(케리그마)으로 시작한다.
- 마르코는 복음서 첫 문장에서 '하나님의 아드님 예수 그리스도의 복음의 시작'이라는 말을 한다. 예수를 하나님의 아들이라고 부르는 저자의 선언은 당시로서는 파격적인 선언이었을 것이다. 왜냐하면 하나님의 아들은 로마 제국의 황제를 가리키는 호칭이기 때문이다.[13]
- 예수가 십자가에서 아버지에게 버림받은 고통을 호소하는 내용이 나오는데, 이는 마르코의 공동체가 박해받는 순교자 공동체였기 때문으로 성서학자들은 추정하고 있다.[14] 실제 루가의 복음서의 예수는 영혼을 성부에게 맡기는 평안한 죽음을 맞지만, 마르코의 복음서의 예수는 성부에게 버림받았다는 정신적 고통을 호소한다.
- 가장 먼저 나오는 기적은 귀신들린 자를 고치는 것(1:21–28)이다.
- 제자들에 대해서 상당히 비판적이다. 마태오의 복음서 저자가 예수의 제자들은 예수의 설명을 처음에는 깨닫지 못했지만, 나중에는 깨달았다면서 변호하는 반면,[15],마르코의 복음서 저자는 제자들을 예수의 설명을 끝까지 깨닫지 못한 어리석은 존재라고 비판한다.[16]

## 같이 보기
- 복음서 조화
- 복음서 목록

## 관련 서적
- 김규항 강독, 예수전(2009), 돌베개. ISBN 89-7199-335-9